# Godfried Van Den Boer
Godfried Van Den Boer, dit Fritz Van Den Boer, né le 8 mai 1934 à Lommel en Belgique et mort le 6 août 2012à Overpelt en Belgique , est un footballeur international belge actif durant les années 1950 et 1960. Il occupait le poste d'avant-centre.

## Biographie

### En club
Godfried Van Den Boer réalise ses débuts au plus haut niveau avec le RSC Anderlecht en 1958, alors qu'il est déjà âgé de 24 ans. Il dispute deux matchs en Coupe d'Europe des clubs champions avec Anderlecht. Ses bonnes prestations lui valent d'être sélectionné en équipe nationale belge dès le mois de mars 1959.
Après trois saisons chez les « mauves et blancs », il quitte le club et s'engage avec le KSV Saint-Trond, également pensionnaire de première division. Il s'impose rapidement dans le onze de base et retrouve l'équipe nationale en 1963, après trois ans sans avoir été appelé. Il le sera jusqu'en 1966. En 1968, il part pour l'Antwerp, où il termine sa carrière de joueur en décembre 1969.

### En équipe nationale
Godfried Van Den Boer compte seize convocations en équipe nationale belge, pour sept matches joués.
Il dispute son premier match avec les « Diables Rouges » le 1er mars 1959 lors d'un déplacement en France et son dernier le 25 mai 1966, contre la république d'Irlande. Il inscrit deux buts au cours de sa carrière internationale : contre l'Autriche en juin 1959, puis contre la république d'Irlande en mai 1966.
Le tableau ci-dessous reprend toutes les sélections de Godfried Van Den Boer. Les rencontres qu'il ne joue pas sont indiquées en italique. Le score de la Belgique est toujours indiqué en gras.
| Date       | Compétition                                  | Adversaire           | Lieu           | Score | Remarque    |
| ---------- | -------------------------------------------- | -------------------- | -------------- | ----- | ----------- |
| 01/03/1959 | Match amical                                 | France               | Colombes       | 2-2   |             |
| 19/04/1959 | Match amical                                 | Pays-Bas             | Amsterdam      | 1-2   |             |
| 24/05/1959 | Match amical                                 | Autriche             | Bruxelles      | 0-2   |             |
| 14/06/1959 | Match amical                                 | Autriche             | Vienne         | 4-2   | But inscrit |
| 28/02/1960 | Match amical                                 | France               | Bruxelles      | 1-0   |             |
| 24/04/1963 | Match amical                                 | Brésil               | Bruxelles      | 5-1   |             |
| 02/05/1965 | Match amical                                 | Brésil               | Rio de Janeiro | 5-0   |             |
| 27/10/1965 | Éliminatoires Coupe du monde 1966 (Groupe 1) | Bulgarie             | Bruxelles      | 5-0   |             |
| 27/10/1965 | Éliminatoires Coupe du monde 1966 (Groupe 1) | Israël               | Tel-Aviv       | 0-5   |             |
| 29/12/1965 | Éliminatoires Coupe du monde 1966 (Barrage)  | Bulgarie             | Florence       | 1-2   |             |
| 17/04/1966 | Match amical                                 | Pays-Bas             | Rotterdam      | 3-1   |             |
| 20/04/1966 | Match amical                                 | France               | Paris          | 0-3   |             |
| 22/05/1966 | Match amical                                 | Union soviétique     | Bruxelles      | 0-1   |             |
| 25/05/1966 | Match amical                                 | République d'Irlande | Bruxelles      | 2-3   | But inscrit |
| 22/10/1966 | Match amical                                 | Suisse               | Bruges         | 1-0   |             |
| 11/11/1966 | Éliminatoires Euro 1968 (Groupe 7)           | France               | Bruxelles      | 2-1   |             |

## Statistiques
| Saison                | Club                  | Championnat           | Championnat | Championnat | Coupe(s) nationale(s) | Coupe(s) nationale(s) | Total | Total |
| Saison                | Club                  | Division              | M.          | B.          | M.                    | B.                    | M.    | B.    |
| 1958-1959             | RSC Anderlecht        | Division 1            | -           | -           | 0                     | 0                     | 0     | 0     |
| 1959-1960             | RSC Anderlecht        | Division 1            | -           | -           | 0                     | 0                     | 0     | 0     |
| 1960-1961             | RSC Anderlecht        | Division 1            | -           | -           | 0                     | 0                     | 0     | 0     |
| Sous-total            | Sous-total            | Sous-total            | -           | -           | 0                     | 0                     | 0     | 0     |
| 1961-1962             | KSV Saint-Trond       | Division 1            | -           | -           | 0                     | 0                     | 0     | 0     |
| 1962-1963             | KSV Saint-Trond       | Division 1            | -           | -           | 0                     | 0                     | 0     | 0     |
| 1963-1964             | KSV Saint-Trond       | Division 1            | -           | -           | -                     | -                     | 0     | 0     |
| 1964-1965             | KSV Saint-Trond       | Division 1            | -           | -           | -                     | -                     | 0     | 0     |
| 1965-1966             | KSV Saint-Trond       | Division 1            | -           | -           | -                     | -                     | 0     | 0     |
| 1966-1967             | KSV Saint-Trond       | Division 1            | -           | -           | -                     | -                     | 0     | 0     |
| 1967-1968             | KSV Saint-Trond       | Division 1            | -           | -           | -                     | -                     | 0     | 0     |
| Sous-total            | Sous-total            | Sous-total            | -           | -           | 0                     | 0                     | 0     | 0     |
| 1968-1969             | R. Antwerp FC         | Division 2            | 18          | 8           | 1                     | 1                     | 19    | 9     |
| Sous-total            | Sous-total            | Sous-total            | 18          | 8           | 1                     | 1                     | 19    | 9     |
| Total sur la carrière | Total sur la carrière | Total sur la carrière | 18          | 8           | 1                     | 1                     | 19    | 9     |